# Griottines

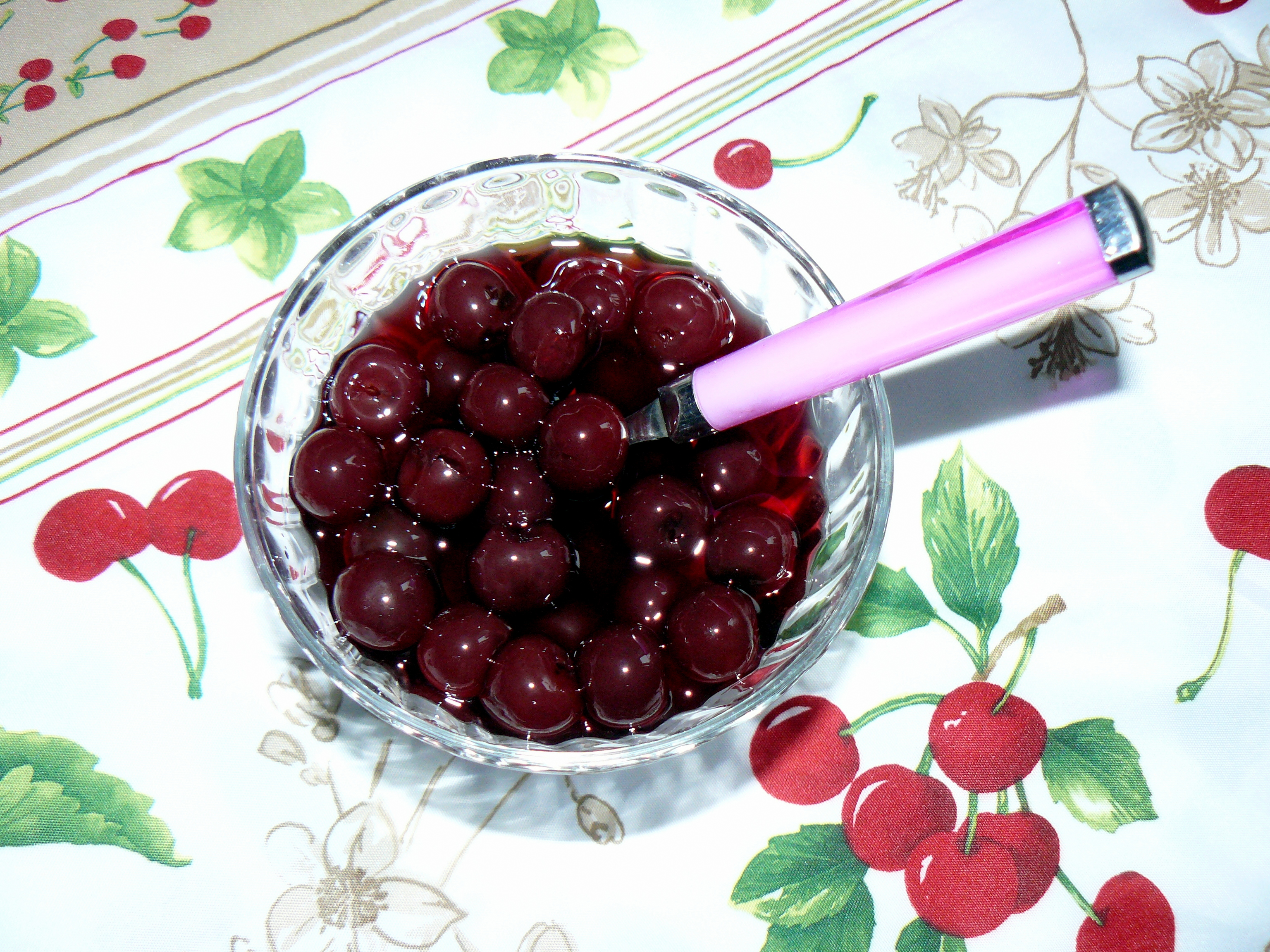
Griottines de Fougerolles.

Les Griottines sont de petites cerises aigres, appelées griottes, macérées dans une liqueur kirschée à 15% vol, produites à Fougerolles (Haute-Saône) par les Grandes distilleries Peureux.  
Elles sont nées en 1968 du rapprochement de deux personnes, Claude Peureux, le PDG de l’époque et Pierre Baud, son responsable de laboratoire. En 1972, Mickael Azouz, champion du monde de chocolat crée les premiers bonbons au chocolat aux Griottines, cela va marquer le début de la renommée des Griottines. Puis, en 2005, Bernard Baud, l’actuel PDG des Grandes Distilleries Peureux et fils de Pierre Baud, décide de relooker et de rajeunir l’image des Griottines. Il se rapproche donc d’une agence parisienne et leur partenariat aboutit à la création des Griottines telles qu’elles existent maintenant, dans un bocal tiré des codes de la cosmétique, emballé dans un coffret rouge translucide.  

## Fabrication
Elles sont produites avec la variété balkanique Oblachinska originaires de Serbie. Cette variété de cerise ronde et non oblongue, facilement dénoyautable est la seule qui a suffisamment de goût et de tonus pour que sa chair reste ferme durant le lent processus de macération dans une liqueur kirschée a 15% vol. Les Griottines telles qu’elles existent à la fin du processus de création doivent leur goût à la main de maître du distillateur mais aussi aux éléments naturels ayant impactés les cerises pendant leur croissance,"l’irrigation détermine le calibre des fruits, l’ensoleillement leur teneur en fructose". La cueillette s’effectue uniquement à la main et les fruits sont récoltés sans queue.
Juste après la cueillette, elles sont emmenées au centre de collecte se trouvant tout proche afin d’être lavées et triées, les fruits sont ensuite calibrés pour ne retenir que ceux d'un diamètre compris entre 14 et 20 mm. En 2009, 16 856 fûts ont été remplis durant la récolte.
Les fruits sont plongés dans les six heures suivant leur récolte dans des fûts de liqueurs venus de Fougerolles pour une première macération de sorte que les arômes et toutes les qualités du fruit soient préservés. De retour à Fougerolles, les fruits sont de nouveau triés pour ne retenir que ceux de 18 à 20 mm puis ils subissent un dénoyautage, phase délicate car le fruit ne doit pas être endommagé au moment de l’expulsion du noyau. Une machine capable d'orienter chaque griotte de telle sorte que le noyau soit expulsé par la cicatrice d'insertion du pédoncule permet au fruit de garder son aspect. Les fruits subissent alors plusieurs autres macérations avec des mélanges d’alcool neutre, de kirsch, de sucre et d’autres ingrédients (Cointreau, vinaigre…) avant de pouvoir être conditionnés. « Tout notre travail, c’est de conserver la signature organoleptique locale du fruit » explique le dirigeant Bernard Baud.

## Utilisation
Les Griottines peuvent se déguster telles quelles, ou entrer dans la préparation de nombreux plats locaux, aussi bien salés que sucrés (en tapas avec du comté, sur une glace vanille… les Griottines sont notamment traditionnellement utilisées pour la confection de Forêts-Noires)
François Lachaux, chef, meilleur ouvrier de France conçoit des recettes de terrines, gâteaux et autres pépites à base de griottines. Il œuvre avec sa brigade, au laboratoire de l’Institut Griottines, basé à Fougerolles, au cœur des Grandes Distilleries Peureux.